# Зябиров, Хасян Шарифжанович
Хасян Шарифжанович Зябиров (15 марта 1958, с. Октябрьское Пензенской области) — генеральный директор АО «Уголь-Транс», первый вице-президент ОАО РЖД, первый заместитель министра путей сообщения России, начальник Горьковской железной дороги (1999—2002).

## Биография
Хасян Зябиров родился 15 марта 1958 в селе Октябрьское Пензенской области. Отец — механизатор, мать — педагог.
Начал работать монтером пути на Куйбышевской железной дороге. Служил в Советской армии (старшина морской пехоты).
В 1979 году поступил в Московский институт инженеров железнодорожного транспорта, окончил в 1985 с отличием по специальности «инженер путей сообщения по управлению перевозками».
С 1986 работал дежурным по станции, маневровым и станционным диспетчером станции Горький-Сортировочный Горьковской железной дороги. С 1987 — главный инженер, с 1990 — начальник станции Горький-Сортировочный.
С 1992 — первый заместитель начальника Горьковского отделения Горьковской железной дороги, с 1995 — заместитель начальника Горьковской железной дороги, начальник службы перевозок.
В 1998—1999 — первый заместитель начальника Дальневосточной железной дороги.
В 1999—2002 — начальник Горьковской железной дороги.
В 2002 был назначен заместителем министра путей сообщения РФ, 2 мая 2003 — первым заместителем министра.
С 24 октября 2003 до сентября 2005 — первый вице-президент ОАО «РЖД».
С октября 2006 — директор Департамента Министерства транспорта РФ государственной политики в области железнодорожного транспорта.
С ноября 2007 — генеральный директор ФГУ Ространсмодернизация.
С ноября 2009 — помощник министра транспорта РФ, член коллегии Минтранса России.
С 25 марта 2010 — исполнительный директор по транспорту и логистике ГК «Олимпстрой».
С 10 июля 2020 — генеральный директор АО «Уголь-Транс».
Доктор технических наук, профессор, соавтор более 70 научных трудов и патентов, заслуженный работник транспорта РФ. Имеет государственные и отраслевые награды. Также является автором стихов к нескольким песням Юрия Антонова.
В 2002 — депутат Законодательного Собрания Нижегородской области.
Женат, имеет сына.